# Natenom
Natenom ['natənɔm], echte naam Andreas Mandalka (1980 of 1981 - 30 januari 2024 nabij Neuhausen, Enzkreis, Duitsland), was een Duitse fietsactivist en blogger.

## Leven

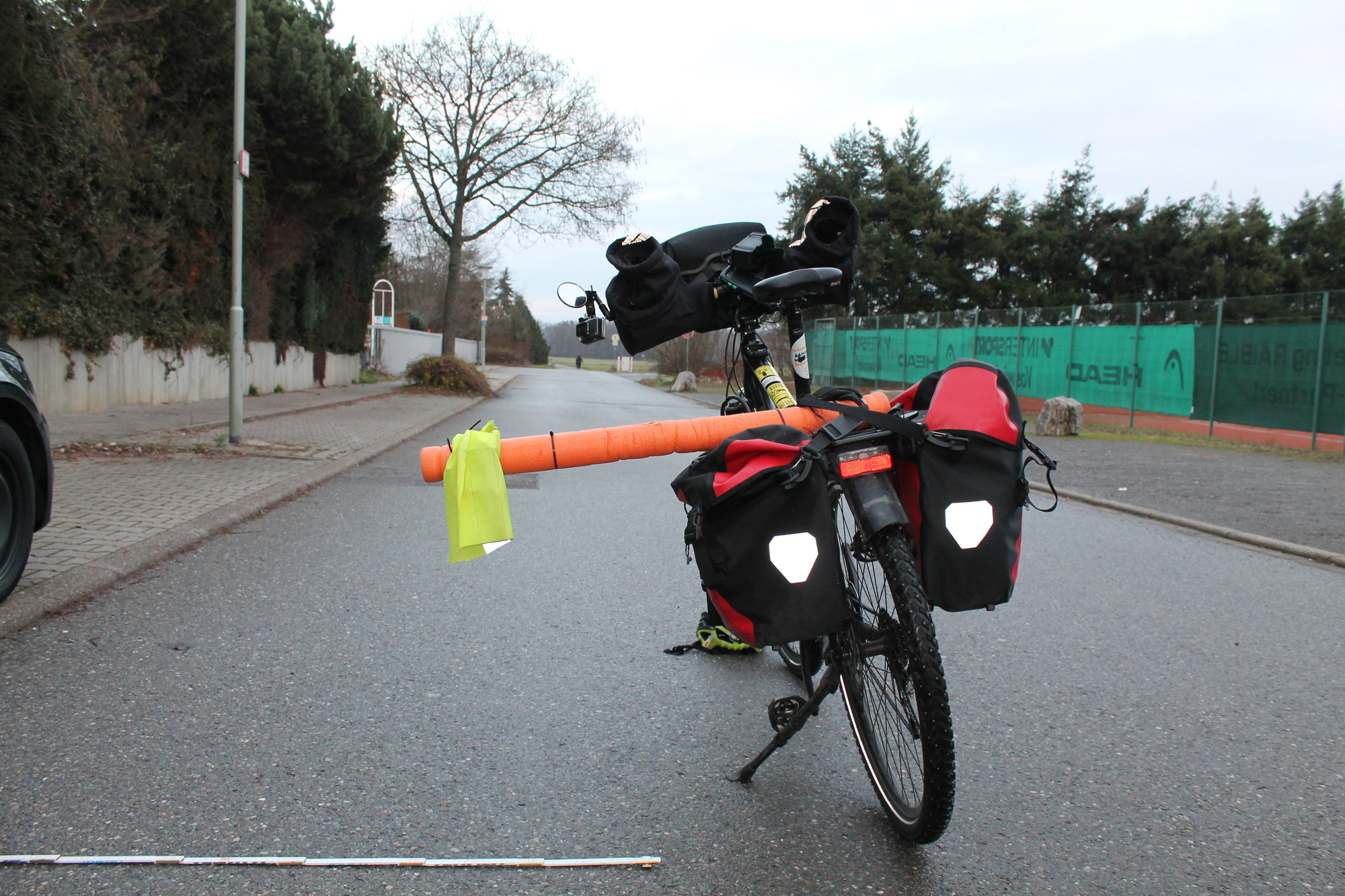
Mandalka's fiets, voorzien van een zwemnoodle om inhalende auto's te dwingen voldoende afstand te houden. (2020)

Vanaf 2011 berichtte Andreas Mandalka op zijn blog en op sociale media onder het pseudoniem Natenom over onderwerpen als fotografie en Linux en over het gevaar dat automobilisten voor fietsers vormen. Hierbij focuste hij vooral op de regio rond de stad Pforzheim, waar hij woonde. Volgens eigen verklaringen fietste hij zelf doorgaans tussen de 50 en 80 kilometer per dag. Hij berichtte voornamelijk over onveilige fietspaden, automobilisten die inhalen met onvoldoende afstand, alsook over passiviteit van de autoriteiten en het gebrek aan handhaving na het melden van verkeersovertredingen. Hij deed talrijke meldingen van overtredingen, die hij door middel van camera's filmde, die zelden tot vervolging leidden. De kern van het geschil met de politie was dat zij zijn opvatting niet volgden dat regelmatige controles zouden bijdragen aan de veiligheid van fietsers. Naast de Duitse fietsvereniging ADFC publiceerde ook de krant Die Zeit hierover een interview met Mandalka.

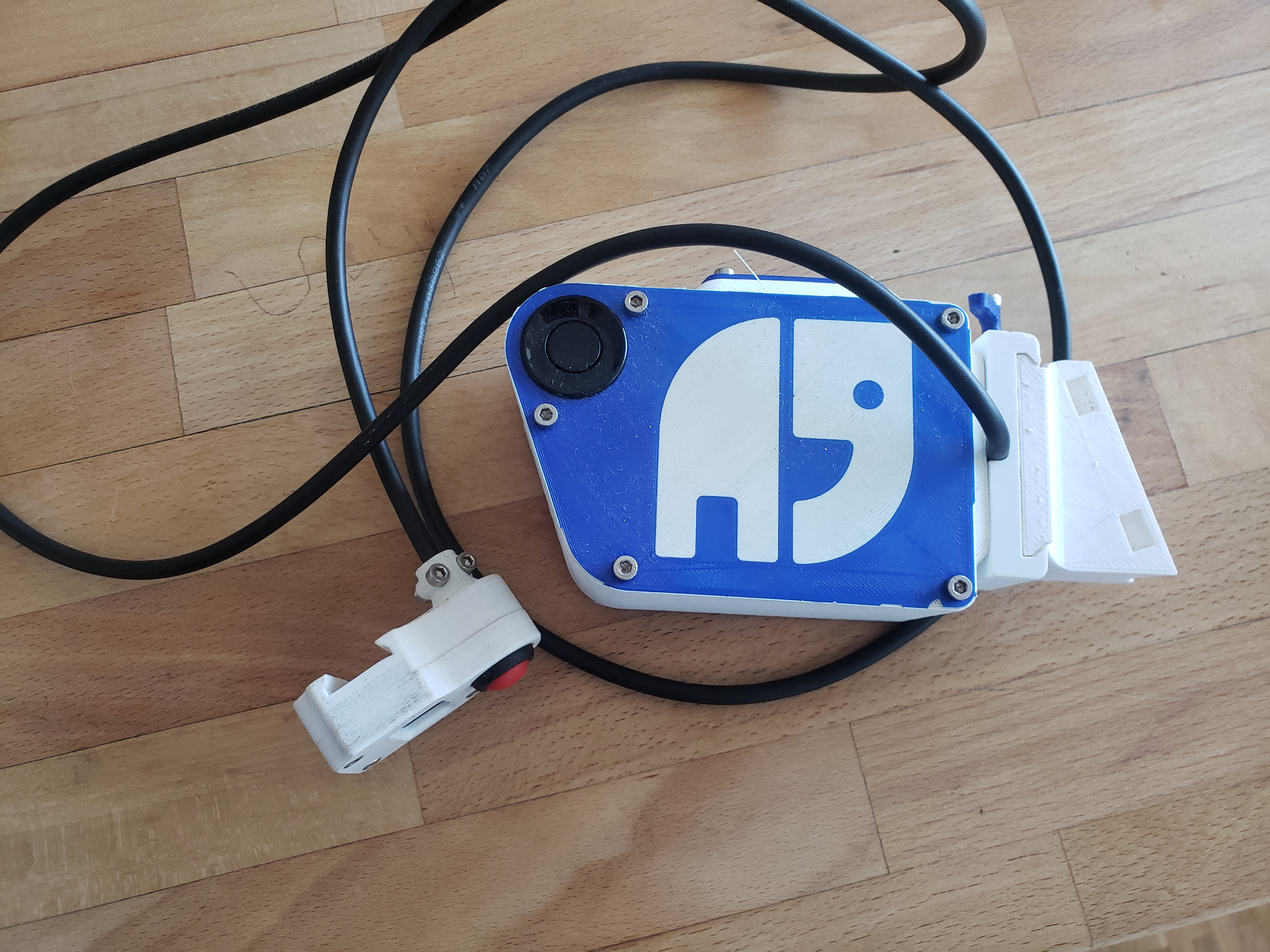
Mandalka's OpenBikeSensor. De witte olifant was zijn persoonlijk logo. (2024)

Mandalka nam als tester deel aan de ontwikkeling van OpenBikeSensor, die werd bekroond met de Duitse Fietsprijs en in gebruik is in 30 steden in Duitsland. Het apparaat wordt op een fiets gemonteerd en kan de afstand bepalen tussen deze fiets en een inhalend motorvoertuig. Door middel van geopositie, kan men per straat of wegdeel de inhaalafstand van weggebruikers in kaart brengen.

## Overlijden
Mandalka stierf op 30 januari 2024 bij een verkeersongeval op landesstraße L574 in de buurt van Neuhausen. Een 77-jarige man reed rond 19.20 Mandelka, die op zijn mountainbike aan het fietsen was, met een Citroën Berlingo van achteren aan. Op het moment van het ongeval was het reeds donker en het wegdek was nat. Mandelka droeg een helm en veiligheidshesje op het moment van de aanrijding. Ondanks reanimatiepogingen stierf hij op de plek van de aanrijding. Hij werd 43 jaar oud. Het Openbaar Ministerie van Karlsruhe heeft, zoals gebruikelijk is bij verkeersongevallen met dodelijke slachtoffers, een onderzoek ingesteld naar de bestuurder die bij het ongeval betrokken was.
Op het gedeelte van de route waar het ongeval plaatsvond, bedraagt de maximumsnelheid 100 km/uur, zoals gebruikelijk is op landesstraßen in Duitsland. In zijn blog berichtte Mandalka al jaren het over het gevaar van deze specifieke weg.

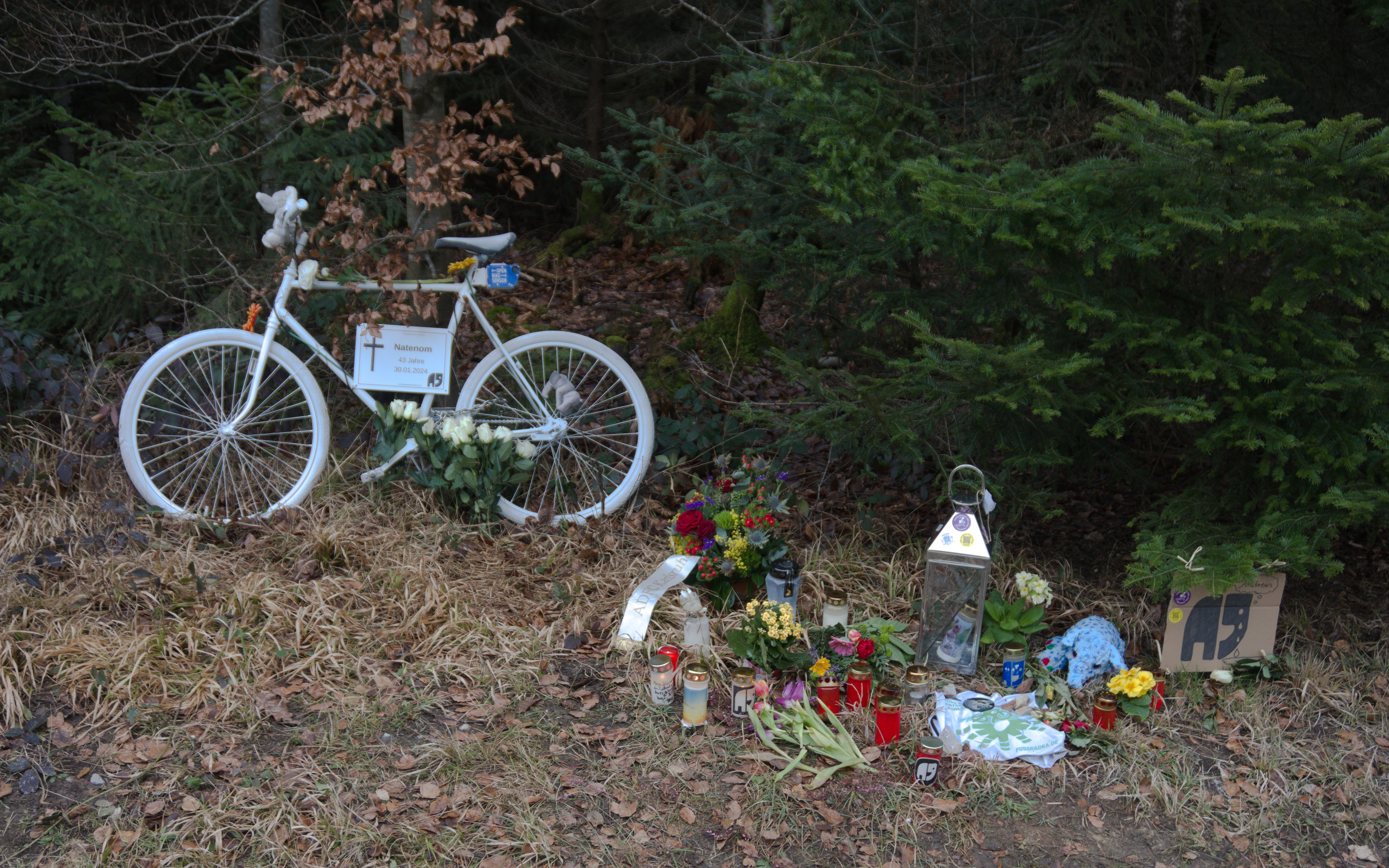
Witte fiets, rouwkaarsen en bloemen dicht bij het ongeluk op de L 574 bij Schellbronn.

### Reacties op overlijden
Over heel Duitsland kwamen reacties over Mandalka's dood. De minister van transport van Baden-Württemberg, Winfried Hermann, omschreef zijn dood als een “bittere gebeurtenis en tegelijkertijd een impuls om de veiligheid van het fietsen met grotere inzet te verbeteren”. Hermann zei dat Mandalka's activisme een bijdrage heeft geleverd bij het verstrengen van de eisen op het vlak van inhaalafstand bij wijziging van het Duitse wegverkeersreglement uit 2020. Fietsactivisten organiseerden op verschillende plaatsen in Duitsland rouw- en herdenkingsritten, veelal in de vorm van een Critical Mass.
Op 11 februari vond in Pforzheim een bijeenkomst plaats voor het plaatselijke openbaar ministerie, gevolgd door een herdenkingstocht naar de plaats van het ongeval. Ongeveer 500 fietsers namen deel aan deze demonstratie. Tegelijkertijd vonden door heel Duitsland herdenkingsritten met een gezamenlijk gestreamde minuut stilte plaats.
Ter gelegenheid van zijn overlijden werd op verzoek van Mandalka een witte fiets met zijn naam op de plaats van het ongeval geplaatst. Het monument werd de nacht na de plaatsing reeds vernield. De plaatselijke politie startte een onderzoek naar de vernieling.

## Verder lezen
- Natenoms Blog
- Einige meinen, die Straße sei nur für Autos da. Interview met Andreas Mandalka voor de krant Die Zeit (2019)